# 卓異
卓異為清朝大計考核地方官制度的分級分格標準之一。列卓異者，若官屬知縣以上引見，得旨後加一級回任候升。除此，部分職官亦將獲卓異者列為就任職條件之一。例如：在中央政府中，掌管卓異最終認定的考功清吏司就將卓異明列「優敘推陞」標準